# Kwok One
Kwok One is een Chinees-Nederlands acteur. Hij heeft gewerkt in theater, televisie en film.

## Biografie
Kwok One is geboren en getogen in Nederland. Zijn ouders komen uit China.
Kwok One volgde de Amsterdamse Hogeschool voor de Kunsten, waar hij zich specialiseerde in theatrale dans. Deze opleiding gaf hem een solide basis in zowel klassieke als moderne dansstijlen.

## Carrière
Kwok One begon zijn carrière in het theater en speelde in producties die varieerden van traditionele Chinese drama's tot moderne Europese toneelstukken. Een van zijn meest opmerkelijke optredens was te zien in Dancing Through Corona, een productie die de kracht van kunst in moeilijke tijden weerspiegelde. Kwok One maakte de overstap naar acteren en kreeg een rol in de Netflix-productie Boxer, waar hij in speelde samen met hoofdrolspeler Eryk Kulm. In deze film maakte hij de overgang van een cameo naar een co-starring rol, wat werd opgemerkt door The Manila Times.
Hij maakte ook deel uit van de cast van de Nederlandse versie van Kung Fu Panda 4, een film waarin hij zijn stem verleende aan het personage genaamd Han. Hij speelde een bijrol in de Nederlandse film Bon Bini: Bangkok Nights, een productie die een Platinum Film Award won op het Nederlands Film Festival.

## Filmografie

### Film
- Boxer (2024) – Yu So Wong
- Kung Fu Panda 4 – Han (Nederlandse stem)
- Bermondsey Tales: Fall of the Roman Empire – Vimmie
- Holy Rosita – Wang
- Bon Bini: Bangkok Nights – Lo Pei Chan

### Televisie
- Emigracja XD – John Lin
- Flikken Maastricht – Hua Chen

### Documentaire
- Dans van de Liefde (2013) – Mede-creator

## Externe Links
- Officiële website
- (en)   Kwok One in de Internet Movie Database